# Anomodon filiformis
Anomodon filiformis là một loài rêu trong họ Thuidiaceae. Loài này được (Hedw.) Fürnr. mô tả khoa học đầu tiên năm 1829.